# Green Street Hooligans
Green Street Hooligans és una pel·lícula del 2005 de drama que tracta el tema del hooliganisme que es viu al futbol d'Anglaterra. Va ser dirigida per Lexi Alexander i protagonitzada per Elijah Wood i Charlie Hunnam.

## Argument
Matt Buckner, un estudiant de periodisme a la Universitat Harvard que és expulsat injustament en ser culpat per possessió de droga, que era del seu company d'habitació (Jeremy Van Holden) i que l'amagava entre les seves pertinences. Tement pel poder polític del pare del seu company, accepta els càrrecs i marxa de la institució.
Viatja a Londres, Anglaterra per veure a la seva germana (Shannon Buckner); en arribar coneix al fill i espòs d'aquesta (Steve Dunham), que al seu torn li presenta al seu germà, un jove anglès rebel i simpàtic de nom Pete Dunham, que accepta portar a Matt a un partit de futbol amb un parell d'entrades que demana prestades a Steve. Finalment i a contracor arriben al pub on l'anglès i els seus amics tenien les seves reunions i borratxeres abans dels partits. Aquí coneix a la resta del grup, entre ells Bovver, la mà dreta de Pete, qui no rep de bones maneres al jove per la seva procedència.
Assisteixen al partit i després d'una revolta, l'americà (com se'l comença a anomenar i a conèixer a Matt) és introduït al món del hooliganisme anglès. Pete li explica en el que consisteix i li esmenta que les colles de Hooligans són conegudes com a "signatures", i aquella a la qual ells pertanyen és una de les de major reputació, la "GSE" ("Green Street Elite"), l'equip al qual donen suport és el West Ham United. Després de diverses baralles i múltiples partits Matt es guanya finalment la confiança de tots els membres de la signatura incloent la de Bovver; no obstant això tot s'arruïnarà en descobrir-se que els estudis que realitzava eren de periodista. El problema és que les colles de hooligans odien els policies, americans i periodistes en considerar aquests últims un munt de bestioles que farien qualsevol cosa per omplir un tabloide; Matt, sabent això i pel fet de ser a més americà, va mentir sobre la seva vocació fent-se passar per mestre d'història. La "GSE" el considera un traïdor i infiltrat i van a encarar-se-li al pub on estava Matt en una xerrada amb l'espòs de la seva germana, Steve que després de descobrir de la mateixa forma que els altres la seva professió, i coneixent el perill que l'espera va per ajudar-lo; d'aquesta forma li revela que ell és "L'Alcalde", l'antic cap de la signatura que la va portar a la seva màxima esplendor, però es va retirar després d'una baralla amb Millwall, l'equip rival, en la qual va morir aixafat per les botes dels "martells" el fill del seu líder, Tommy Hatcher, que va prometre venjar-se de Steve.

## Repartiment
- Elijah Wood com a Matt Buckner
- Charlie Hunnam com a Pete Dunham
- Claire Forlani com a Shannon Dunham
- Marc Warren com a Steve Dunham
- Leo Gregory com a Bovver
- Geoff Bell com a Tommy Hatcher